# Lasiogramma ooideum
Lasiogramma ooideum (лат.) — ископаемый вид сетчатокрылых насекомых, единственный в составе рода Lasiogramma из подсемейства Cretanallachiinae (Kalligrammatidae, Neuroptera). Бирманский янтарь (99 млн лет, Мьянма, Юго-Восточная Азия).

## Этимология
Родовое название Lasiogramma представляет собой сочетание латинского «lasio-» («волосатый») и «-gramma» (традиционный суффикс родовых названий в Kalligrammatidae), в связи с густыми волосками на крыле. Видовой эпитет L. ooideum происходит от латинского «ooideum» («овальный»), в связи с тем, что переднее крыло почти яйцевидное.

## Описание
Длина передних крыльев 7,5 мм; длина тела 7,6 мм; длина антенн 2,8 мм. Оцеллии отсутствуют. Крылья широко овальные (почти яйцевидные). Lasiogramma сходен с Fiaponeura Lu, Zhang & Liu, 2016 по характеристикам крыльев, имеющим много ветвей жилки RP, происходящих независимо от жилки R. Однако жилки RP1-RP3 Lasiogramma происходят независимо от R, в то время как Fiaponeura с RP1-RP5 происходят независимо от R. Также внутренние зубцы присутствуют в разных частях генитальных сегментов самцов Cretanallachiinae, например, в гонококситах 9 у Cretanallachius и Cretogramma, эктопрокте у Oligopsychopsis, тергуме 9 у Burmopsychops.